# 翁時器
翁時器（1511年—？），字德卿，號成吾，浙江紹興府餘姚縣人，民籍，明朝政治人物。賜進士出身。

## 生平
嘉靖二十五年（1546年）丙午科浙江鄉試第八十一名舉人。嘉靖二十六年（1547年）中式丁未科會試第一百二十八名，登第二甲第三十六名進士。禮部觀政，授刑部主事，歷升员外郎、郎中，出为開封府知府，升山东副使，历官福建布政司参政，嘉靖四十一年（1562年）十一月，倭寇攻破興化府城，参将毕高、参政翁时器缒城宵遁，同知奚世亮为贼所杀，次年二月巡抚都御史游震得回籍听勘，翁时器、毕高被逮捕至京问罪，谪戍边卫。

## 家族
曾祖翁宗澤；祖父翁祥；父翁鵷，母倪氏。具庆下。弟時勉、時中、时敏、時泰。